# Usclades-et-Rieutord
Usclades-et-Rieutord är en kommun i departementet Ardèche i regionen Auvergne-Rhône-Alpes i sydöstra Frankrike. Kommunen ligger  i kantonen Montpezat-sous-Bauzon som ligger i arrondissementet Largentière. År 2022 hade Usclades-et-Rieutord 110 invånare.

## Befolkningsutveckling
Antalet invånare i kommunen Usclades-et-Rieutord
Referens: INSEE